# Tarzy
Tarzy ist eine französische Gemeinde mit 123 Einwohnern (Stand: 1. Januar 2022) im Département Ardennes in der Region Grand Est (bis 2015 Champagne-Ardenne). Sie gehört zum Arrondissement Charleville-Mézières, zum Kanton Rocroi und zum Gemeindeverband Ardennes Thiérache.

## Geographie
Die Gemeinde liegt im 2011 gegründeten Regionalen Naturpark Ardennen. Umgeben wird Tarzy von den Nachbargemeinden Auge im Südwesten, Fligny im Westen, Signy-le-Petit im Norden, Neuville-lez-Beaulieu im Osten sowie von der im Kanton Signy-l’Abbaye gelegenen Gemeinde Antheny im Süden.

## Bevölkerungsentwicklung
| Jahr                       | 1962 | 1968 | 1975 | 1982 | 1990 | 1999 | 2009 | 2018 |
| -------------------------- | ---- | ---- | ---- | ---- | ---- | ---- | ---- | ---- |
| Einwohner                  | 209  | 181  | 159  | 138  | 127  | 137  | 141  | 142  |
| Quellen: Cassini und INSEE |      |      |      |      |      |      |      |      |

## Sehenswürdigkeiten
- Wehrkirche Saint-Cyr-et-Sainte-Juliette

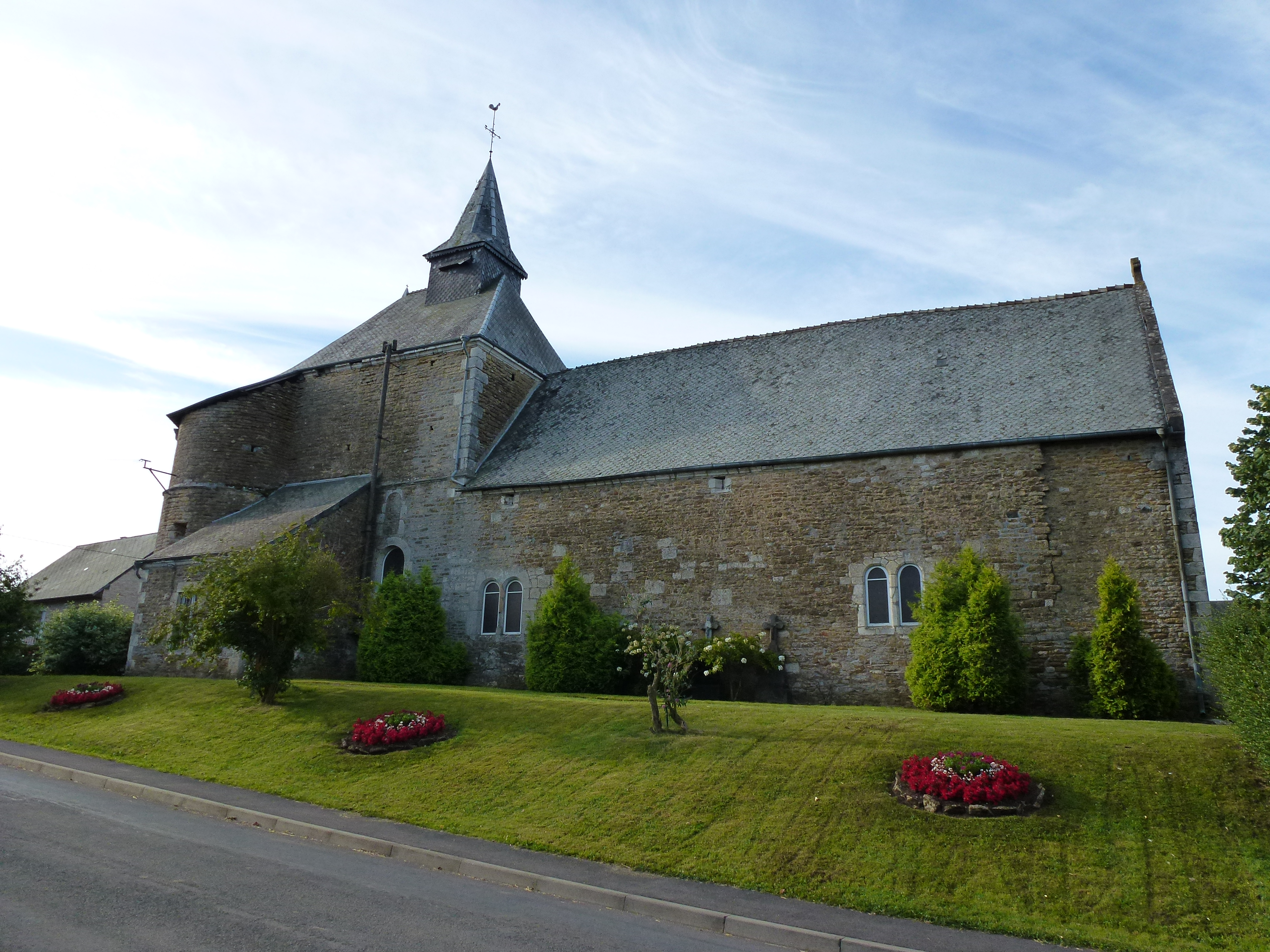
Kirche Saint-Cyr-et-Sainte-Juliette